# Římský ritus

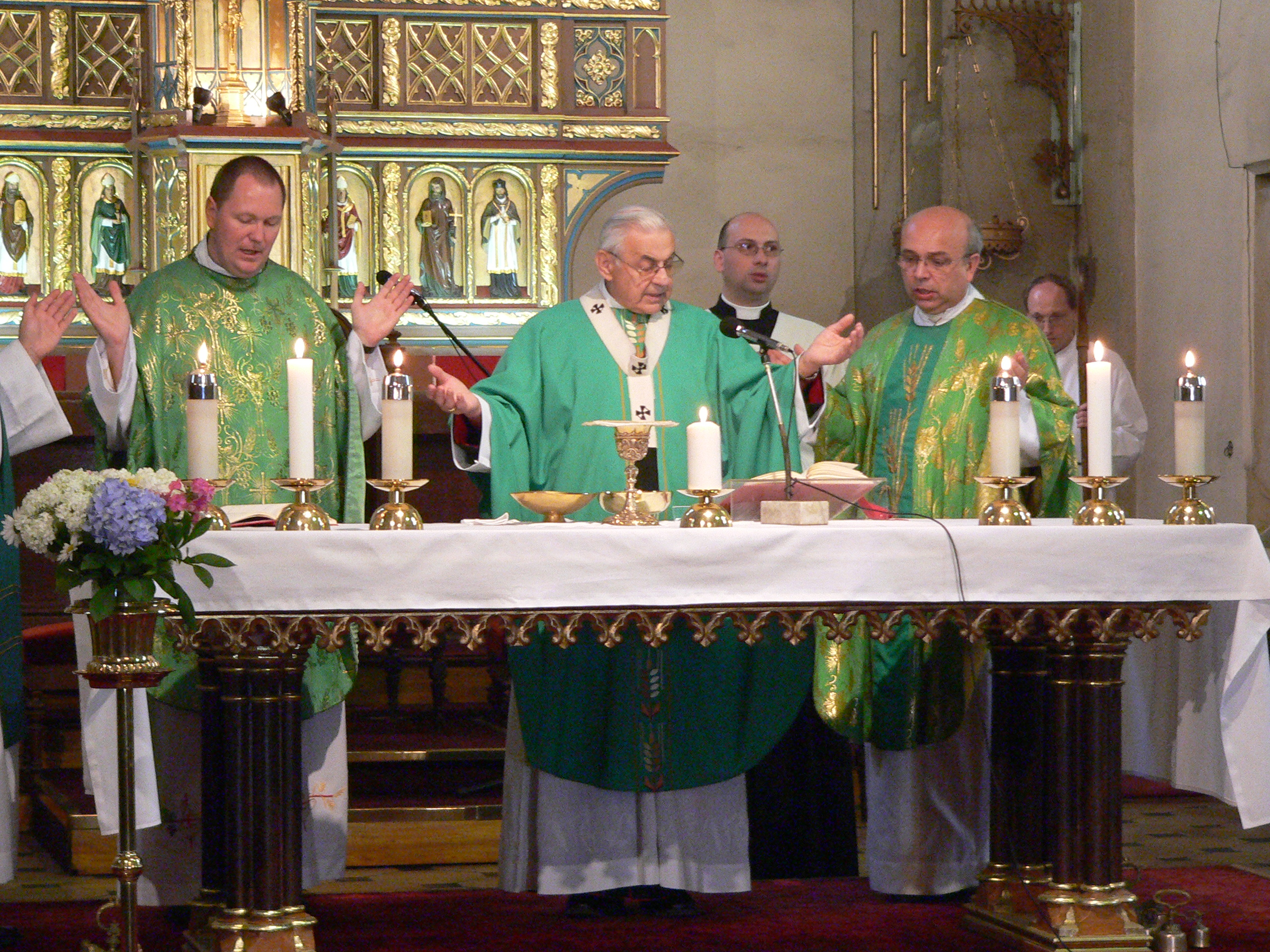
Kardinál Vlk celebruje mši v pokoncilním římském ritu, čelem k lidu (versus populum).

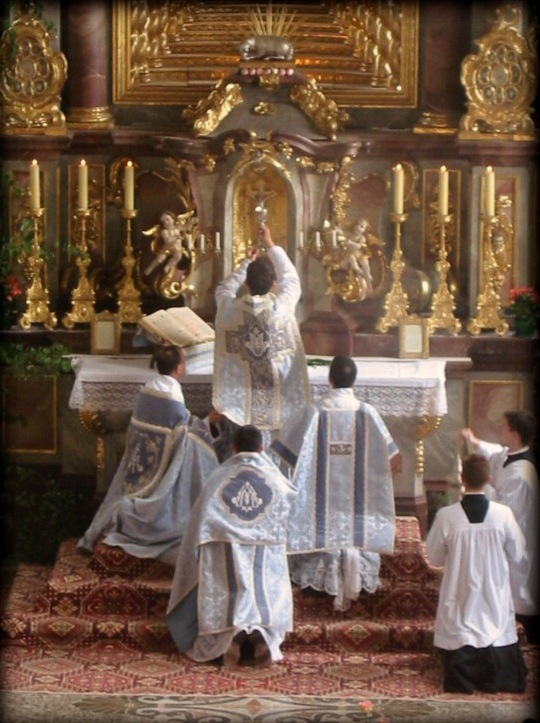
Pozdvihování kalicha po konsekraci při Tridentské mši svaté.

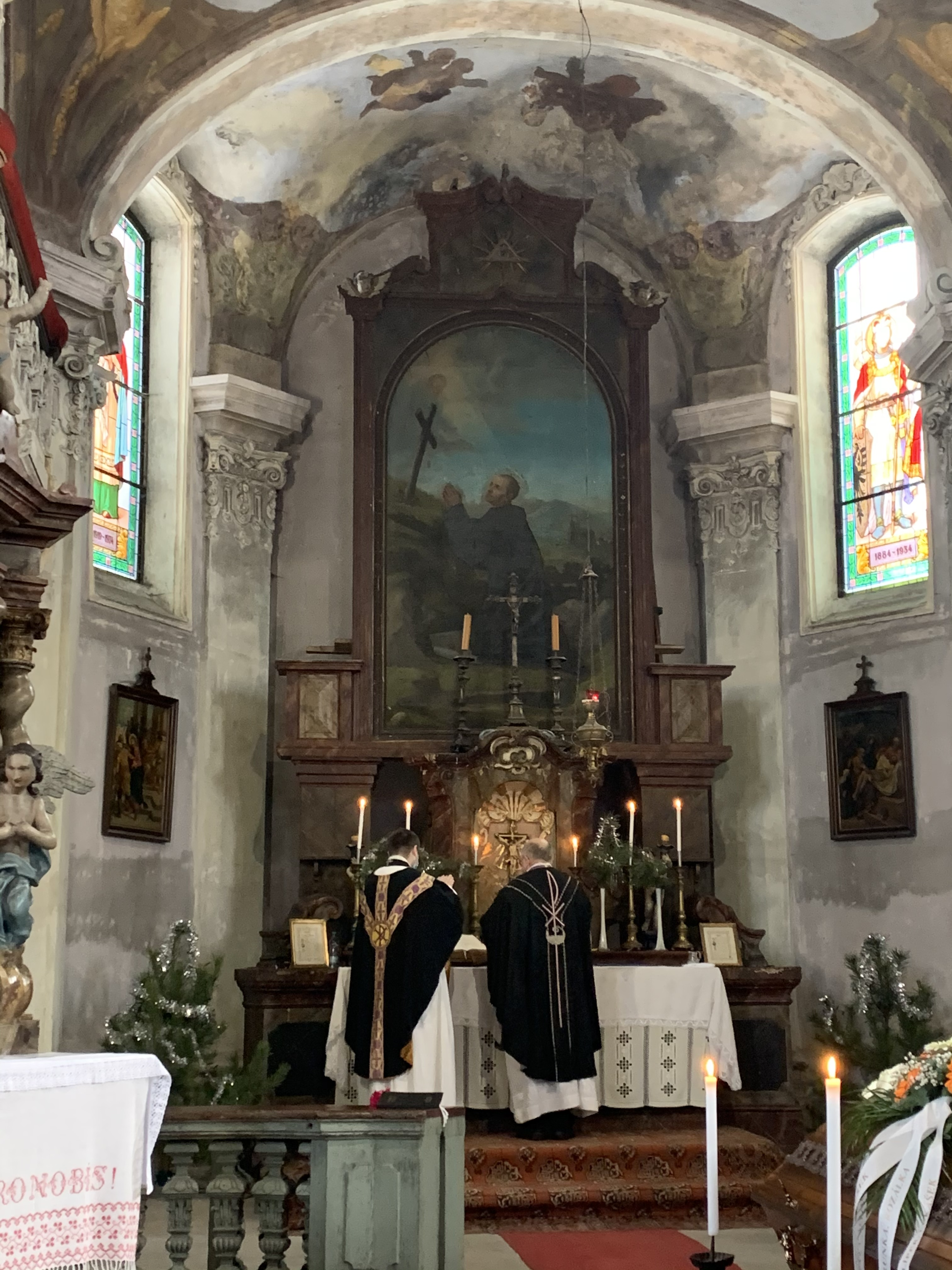
Kanovník K. Havelka celebruje pohřební mši v římském ritu (pokoncilní Mše, čelem k oltáří - ad orientem)

Římský ritus je označení pro způsob slavení liturgie užívaný v Římě od pozdní antiky po současnost. Označení se přitom neomezuje na samotné slavení eucharistie (mše), ale také ostatních svátostí, liturgie hodin, vztahuje se na užívání liturgického kalendáře a svátků západní a v dnešní době římskokatolické církve.
Římský ritus užívá vlastních liturgických knih: římského misálu, pontifikálu, rituálu, lekcionářů a breviáře.

## Dějiny
Římského ritu se původně užívalo pouze v samotném městě Římě, avšak v průběhu staletí se ritus rozšířil i do ostatních oblastí křesťanského Západu, které uznávaly primát římského biskupa, papeže. Přesto se až do pozdní doby, případně do současnosti, udržely i některé místní tradice (ambrosiánský ritus v Miláně, galikánský ritus v Galii mozarabský ritus v Toledu).
Původním liturgickým jazykem byla v Římě řečtina, není však jasné, kdy ji nahradila latina – prvním papežem, který uvedl latinu jako liturgický jazyk vedle řečtiny, mohl být Viktor I. (190–202), latina však zcela převládla zřejmě až za papeže Damasa I. (366–384). K první velké reformě římského ritu dochází za papeže Řehoře Velikého (590–604), který některé prvky ubral, jiné pozměnil a další přidal.
Ke konci 8. století Karel Veliký přejal římský ritus do své říše, tak došlo k vzájemnému ovlivnění římského a galikánského ritu.
Na reformační kritiku zlořádů při slavení bohoslužby odpověděla reforma iniciovaná Tridentským koncilem, na jehož popud roku 1570 papež Pius V. vydává Římský misál, který byl v zásadě přepracováním misálu užívaného v 15. a 16. století římskou kurií. Misálu začala, s výjimkou diecézí a řádů s liturgickou tradicí starší než 200 let, užívat v zásadě celá římskokatolická církev. Tato podoba římské liturgie se s malými obměnami (např. reforma velikonočního tridua provedená Piem XII. roku 1955) až do druhého vatikánského koncilu. Posledním předkoncilní úpravu pak představoval misál Jana XXIII.
Od 19. století v katolické církvi sílilo liturgické hnutí, které volalo po důstojnějším a lidu přístupnějším slavení liturgie; úsilí tohoto hnutí vyvrcholilo v liturgické reformě iniciované konstitucí Sacrosanctum Concilium o liturgii 2. vatikánského koncilu (1963). Na základě této konstituce papež Pavel VI. vydal roku 1970 nové vydání Římského misálu, které nahradilo předchozí vydání téhož misálu. Postupně byly přepracovány i další liturgické knihy a liturgický kalendář.

## Současná podoba
Misál Pavla VI. se dočkal mírných úprav v podobě 2. vydání z roku 1975 a 3. vydání, vydaného Janem Pavlem II. roku 2002. Slavení liturgie podle tohoto misálu pak představuje současnou řádnou podobu římského ritu (latinsky forma ordinaria, někdy označovanou nepřesně jako Novus Ordo Missae).
Nejviditelnější změnu oproti předchozím podobám římského ritu při slavení mše podle misálu Pavla VI. představuje užití národních jazyků a rozšíření praxe orientace slavení eucharistie tzv. „čelem k lidu“ (latinsky versus populum)-což je spíše technický nikoli striktně liturgický pojem, kterou však koncil nijak nezmiňuje a ani misál Pavla VI. ani pozdější platné předpisy nepřikazují, naopak potvrzují, že tradiční společná orientace všech k východu, kdy kněz opět technicky, nikoli liturgicky řečeno stojí "zády k lidu", či, jak se uvádí v novém misálu "čelem k oltáři" musí být možná. Mše sloužené podle misálu Pavla VI. tak tedy sloužena být nemusí a ani nemá pokud to neumožňuje původní oltář s retabulem, který nelze bez historických, estetických a jiných škod upravit a jiný se před něj nedá postavit tak aby pro to splnil příslušná kritéria, jak se o nich vyjadřují platné předpisy, které jsou však hojně v praxi beztrestně Bohu žel porušovány. Celebrace čelem k lidu pak sebou přinesla i obměnu liturgického prostoru kostela zřízením tzv.obětního stolu pro toto slavení, jak je často nesprávně nazýván oltář. Papež Pavel VI. také nahradil původní čtyři tzv. nižší svěcení, která nahradily služby lektora a akolyty (které od této reformy nejsou svěceními). Počet liturgických čtení se rozrostl o jedno, první dvě liturgická čtení čtou lektoři, tj. laici a jako eucharistické modlitby začalo být vedle římského kánonu užíváno dalších dvanáct anafor.
Vedle řádné formy římského ritu existuje ještě starší forma liturgického slavení (tzv. tridentská mše), která nebyla nikdy zrušena a vydáním motu proprio Summorum pontificum Benedikta XVI. se stala mimořádnou formou římského ritu (latinsky forma extraordinaria). Tento dokument slavení tradiční mešní liturgie liberalizuje, tedy kněží, kteří ji chtějí sloužit, již nepotřebují povolení-indult místního biskupa. To platí i pro ostatní liturgické knihy, které obsahují ostatní svátosti, svátostiny a obřady. Výjimkou zůstávají obřady tonsury a tzv. nižších svěcení, svěcení podjáhnů, jáhnů a kněží. Zde kandidáti na přijetí musí být vázáni na některý institut pod papežskou komisi Ecclesia Dei. Biskupskou konsekraci příslušné normy z Říma nezmiňují vůbec.
Roku 1988 pak schválil papež Jan Pavel II. některé liturgické varianty pro diecéze v tehdejším Zairu, označované někdy jako zairský ritus. Kromě toho existují i starobylé způsoby slavení, které se užívají místně či některými řády, a které jsou někdy taktéž řazeny do římského ritu. Jedná se např. o dominikánský, ambrosiánský či cisterciácký ritus.
Pokoncilní podoba liturgie má taktéž mnoho odpůrců, zejména z řad katolického tradicionalismu a uvnitř římskokatolické církve existují společenství, která stále slouží důsledně mši tridentskou.